# Tubulin
Tubulin je citoplazmatski strukturni protein. On je heterodimer, sastavljen od α- i β-tubulina. Glavno obilježje tubulina je da polimerizira u mikrotubule, glavnu komponentu citoskeleta. Tubulin je član superobitelji tubulina u koju pripadaju alfa, beta, gama, delta, epsilon i zeta tubulin. Članovi superobitelji tubulina nisu jednako eksprimirani u svim stanicama i njihove funkcije su različite.

## Otkriće
Pojam "mikrotubule" prvi put je upotrijebljen 1963. godine, tek nakon uvođenja glutaraldehida kao fiksativa. Sve tehnike promatranja stanica koje su se koristile ranije nisu uspjele uočiti mikrotubule zato što ih metode fiksacije koje su se koristile u to vrijeme nisu sačuvale. Koncept mikrotubula kao "sveprisutne" citoskeletne strukture zaživio je tek 1965. godine uslijed čega je došlo i do otkrića tubulina kao gradivnog proteina mikrotubula.

## Struktura
Za tubulin, prvu atomsku 2D kristalnu strukturu dimera αβ -tubulina visoke rezolucije od 3,7 Å, odredila je  E. Nogales na elektronskom kristalografijom. Koristili su tubulin izoliran iz goveđeg mozga, dok su za njegovu kristalizaciju i stabilizaciju koristili cink, tj. taksol.
Strukture monomera α- i β-tubulina imaju istu osnovu: jezgra svakog monomera sastavljena je od dva β-lista okružena α-uzvojnicama. U strukturi monomera mogu se prepoznati tri funkcionalne domene: N-terminalna domena koja sadrži područje vezanja nukleotida, intermedijarna domena koja sadrži mjesto vezanja taksola i C-terminalna domena, koja čini vezujuću površina za motorne proteine.

## Mikrotubule
Gradivni blok mikrotubula je heterodimer αβ-tubulina. Mikrotubule su formirane od polarnih protofilamenata s α-tubulinom izloženim na jednom kraju i β-tubulinom na drugom. Protofilamenti se skupljaju bočno kako bi formirali šuplji cilindar. Većina eukariotskih stanica stvara mikrotubule s 13 protofilamenata. Oni rastu dodatkom GTP-tubulina na svojim krajevima. Nakon što se ugradi u mikrotubule, GTP se hidrolizira u GDP. Mikrotubule kruže između razdoblja rasta i depolimerizacije.

## Tubulinski kod
Tubulin postoji u različitim oblicima izotipova izraženih specifičnim genima s prostorno i vremenski reguliranim razinama ekspresije. Nekoliko izotipova tubulina pronađeno je i za α- i za β-tubuline u različitim vrstama. Do sada je poznato da sisavci imaju devet gena α-tubulina i devet gena β-tubulina. Sastav izotipa se uglavnom razlikuje u 20 aminokiselina njihovih ekstremno kiselih C-terminalnih domena. Određeni izotipovi, poput α1A (TUBA1A) i βI (TUBB) su sveprisutni. Ostali izotipovi imaju ekspresiju specifičnu za stanicu ili tkivo i važni su za funkciju specijaliziranih mikrotubula u spermi,  trombocitima i neuronima. Različiti sastavi izotipova imaju ključnu ulogu u prenošenju strukturne konformacije, motoričke aktivnosti i dinamici mikrotubula.

## Funkcije
Mikrotubule imaju ključne uloge u brojnim staničnim aktivnostima, uključujući staničnu diobu, promjene oblika stanice, unutarstanični promet, pokretljivost spermija i neuronski osjet. U stanicama koje se dijele, mikrotubuli kinetohora pričvršćuju kromosome na pol vretena, omogućujući odvajanje kromosoma u stanice kćeri, dok astralni mikrotubuli zrače iz polova vretena prema staničnoj kori kako bi pomogli u orijentaciji vretena i kontrolirali ravninu stanične diobe. U živčanom sustavu, mikrotubule pružaju mehaničku potporu za rast aksona i služe kao transportne autoceste za organele i vezikule od tijela stanica do aksona i dendrita. Dvije druge specijalizirane organele, pokretne bičeve i nepomične cilije, također se uvelike oslanjaju na mikrotubule, budući da strukture aksonema temeljene na mikrotubulima kontroliraju kretanje spermija s bičevima i način na koji neuroni s cilijama osjećaju okoliš.

## Interakcije s ostalim proteinima
Goli mikrotubuli sastavljeni samo od tubulina jako su nestabilne strukture. To im omogućuje da brzo odgovore na promjene u okolini. Pojam koji se odnosi na bilo koji protein za koji se može eksperimentalno dokazati da se veže na mikrotubule jest microtubule binding proteins (MTBP). Drugi, često korišteni izraz jest microtubule binding proteins (MAPs) koji su podskupina MTBP-a. Oni se ubrajaju u stabilizatore mikrotubula. MTBP možemo podijeliti na 4 velike grupe: stabilizatori, destabilizatori, proteini za zatvaranje i povezivači. Osim navedenih, motorni proteini koriste mikrotubule kao staze za unutarstanični transport te citoplazmatski poveznički proteini koji usidre organele u mikrotubule kako bi pospješili organizaciju stanice.

## Stabilizatori mikrotubula
Stabilizatori mikrotubula definiraju se kao proteini koji potiču polimerizaciju ili sporu depolimerizaciju. Mehanizam na koji većina stabilizatora radi nije utvrđeno, ali uobičajena prisutnost višestrukih domena za vezanje sugerira da djeluju poprečnim povezivanjem. Primjeri stabilizatora: MAPs, XMAP215.

## Destabilizatori mikrotubula
Destabilizatori mikrotubula su proteini koji potiču skup dinamičkih mikrotubula prema slobodnim podjedinicama pomoću više različitih mehanizama. Dijelimo ih u 3 velike grupe. Prvo, sekvestracijski proteini koji neizravno depolimeriziraju mikrotubule vežući slobodne podjedinice tubulina i sprječava njihovu polimerizaciju (primjer: stathmin). Druga grupa su destabilizatori vrha koji djeluju izravnim napadom na osjetljiv vrh mikrotubula (primjer: kinezin-13) te proteini koji razdvajaju mikrotubule na način da koriste ATP za rezanje (primjer: katanin).

## Test polimerizacije tubulina
Polimerizaciju tubulina se može pratiti testovima baziranim na turbidometriji (praćenje zamućenja tj. optičke gustoće) i fluorescenciji (praćenje povećanja intenziteta fluorescencije). Temelje se na mjerenju promjene u nekom fizičkom svojstvu koje se razlikuje između otopine dimernog tubulina i otopine polimera. Najčešće mjereno svojstvo jest veličina.

## Elektroforetsko odvajanje podjedinica tubulina
Elektorforeza jest metoda koja omogućuje odvajanje podjedinica tubulina, ali uz male promjene zbog slične molekulske mase. Pokazalo se da je spoj SDS-a i dužih lanaca alkil sulfata najbolja opcija za odvajanje podjedinica.